# Xã Elk Creek, Quận Erie, Pennsylvania
Xã Elk Creek (tiếng Anh: Elk Creek Township) là một xã thuộc quận Erie, tiểu bang Pennsylvania, Hoa Kỳ. Năm 2010, dân số của xã này là 1.798 người.